# النبيذ والورود
«النبيذ والورود» (بالإنجليزية: Wine and Roses)‏ هي الحلقة الأولى للموسم السادس من مسلسل إيه إم سي التلفزيوني الدرامي من الأفضل الاتصال بسول، المسلسل يُعتبر بادئة من مسلسل اختلال ضال. تم بث الحلقة في 18 أبريل 2022 على قناة إيه إم سي بالولايات المتحدة. خارج الولايات المتحدة، تم عرض الحلقة لأول مرة على خدمة البث نتفليكس في عدة بلدان.

## الاستقبال

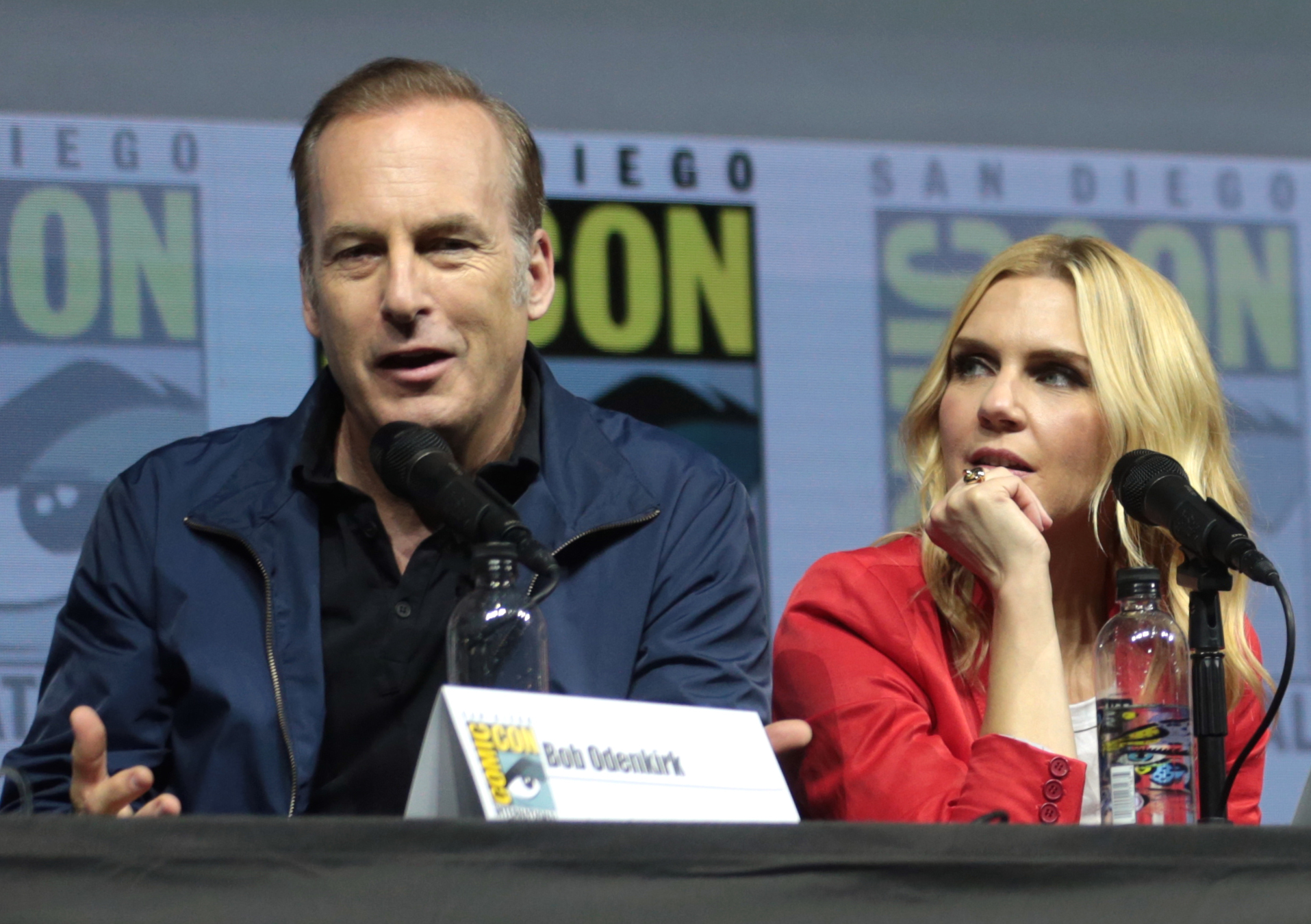
بوب أودينكيرك وريا سيهورن

### التقييمات
شاهد الحلقة ما يقدر بـ 1.42 مليون مشاهد خلال أول بث له على إيه إم سي في 18 أبريل 2022.

## وصلات خارجية
- الموقع الرسمي
 على إيه إم سي (بالإنجليزية)
- «النبيذ والورود» على قاعدة بيانات الأفلام على الإنترنت (بالإنجليزية)